# 22e Infanteriedivisie

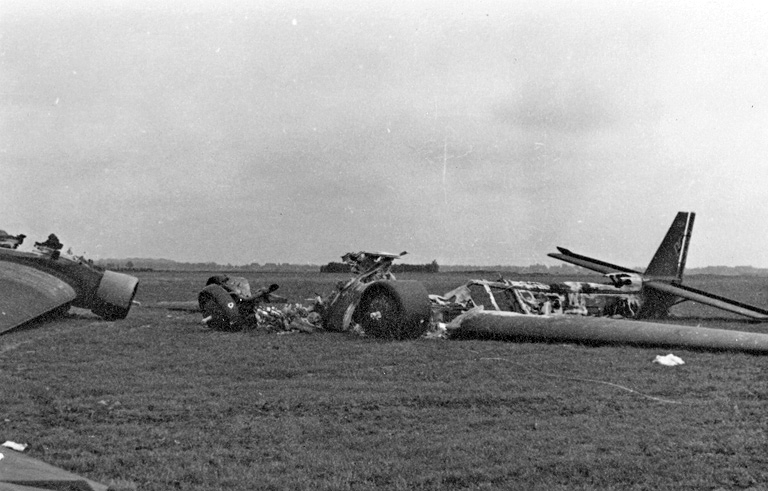
Vernietigde Duitse Junkers Ju 52 vliegtuigen bij Valkenburg

De Duitse 22e Infanteriedivisie (Duits: 22. Infanterie-Division) was een Duitse infanteriedivisie tijdens de Tweede Wereldoorlog. De divisie werd gedurende bepaalde periodes ook 22e Luchtlandingsdivisie (22. Luftlande-Division) genoemd en vanaf maart 1945 tot 22e Volksgrenadierdivisie (22. Volksgrenadier-Division) hernoemd.

## Geschiedenis

### 1935-1939 - Oprichting en mobilisatie
De divisie werd opgericht op 15 oktober 1935 in de Stader Strassekazerne in Bremen door omdopen van Infanterieführer VI en werd gemobiliseerd op 15 augustus 1939 als onderdeel van de 1e Welle en werd ingezet in de Westwall tussen Monschau en Prüm. Alleen Infanterieregiment 16 werd in september ingezet bij de aanval op Polen.

### 1939-1940 - Deelname aan de veldtocht in het westen
Eind oktober 1939 werd de divisie verplaatst naar Oefenterrein Sennelager, om daar getraind te worden voor luchtlandingsoperaties samen met parachutisten van de 7e Fliegerdivisie. In mei 1940 nam de divisie deel aan luchtlandingen in Rotterdam en Den Haag (Operatie “Festung”) als onderdeel van het Luftlandekorps. Het Infanterie-Regiment 16 landde bij Rotterdam, Infanterie-Regiment 47 rond Katwijk-Valkenburg en Infanterie-Regiment 65 rond Ypenburg. Bij deze operatie leed de divisie zware verliezen.
In juni 1940 werd de divisie naar St. Quentin verplaatst en in juli naar het gebied ten noorden van Antwerpen ter opfrissing. Hier bleef de divisie tot december en werd toen overgeplaatst naar het gebied Stendal-Maagdenburg. In april 1941 werd de divisie naar Roemenië verplaatst, ter bescherming van de olievelden van Ploiești.

### 1941-1942 - Operaties aan het oostfront

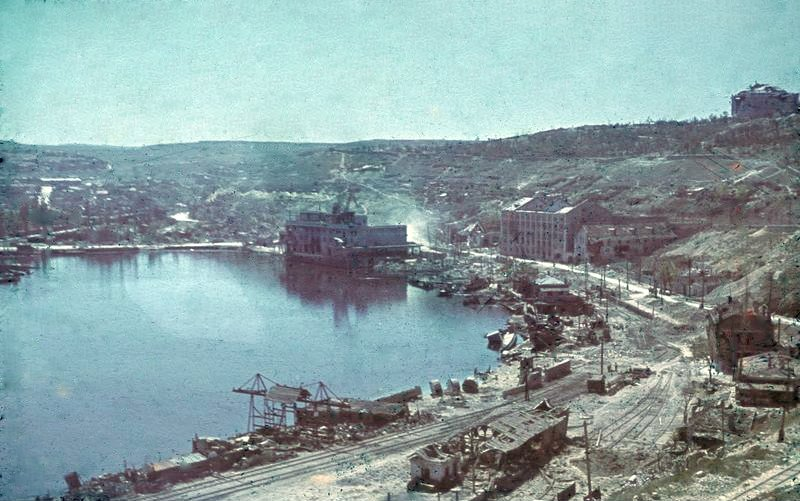
De haven van Sebastopol na de slag

In juni 1941 betrok de divisie uitgangsstellingen noordwestelijk van Iași. Als onderdeel van Operatie Barbarossa, de Duitse aanval op de Sovjet-Unie, maakte de 22e Infanteriedivisie deel uit van het 11e Leger en opereerde van juli 1941 tot juli 1942 in het zuidelijke deel van het oostfront.
De divisie stak de Proet over, medio juli de Dnjestr en de Dnjepr bij Berislav. Hier bouwden de pioniers tegen 1 september 1941 een pontonbrug voor de doortocht van het 11e Leger. Daarna marcheerde de divisie richting Zee van Azov en veroverde op 17/18 oktober in zware gevechten de toegang tot de Landengte van Perekop. Daarna rukte de divisie op over de Krim en probeerde stormenderhand de vesting Sebastopol te nemen, hetgeen niet gelukte. Van januari tot juni 1942 lag de divisie in stelling voor Sebastopol. In juni 1942 volgde dan de uiteindelijke bestorming van de vesting Sebastopol. Op 9 juni mislukte de eerste poging om Fort Stalin te veroveren. Het experiment werd op 13 juni herhaald door de IR 16. De Sovjet-bunkerposities in de tweede verdedigingslinie werden tot 17 juni stuk voor stuk, met de hulp van genisten en vlammenwerpers, genomen in man-tegen-mangevechten. Later veroverde de IR 65 het fort "Siberië" en de IR 16 de forten "Oeral" en "Wolga" als laatste obstakels, zodat de divisie de eerste Duitse eenheid was die de Severnaja Baai bereikte.

### Naar Griekenland/Noord-Afrika
Na deelname aan de Krimveldtocht en de verovering van Sebastopol werd de divisie naar Griekenland getransporteerd en werd opgefrist rond Athene en Thessaloniki. Hier kreeg de divisie vanaf 29 juli 1942 weer de luchtlandingsstatus (achtervoegsel "L.L. mot.trop" = Luchtlandings, gemotoriseerd, tropen), omdat het de bedoeling was de divisie naar Noord-Afrika te verplaatsen, maar het plan veranderde. De divisie verloor op 1 oktober zijn luchtlandingstatus opnieuw en werd in november 1942 naar Kreta overgebracht. Wel werd Grenadier Regiment 47 en het II./AR 22 als "Kampfgruppe Buhse" in oktober naar Noord-Afrika overgebracht, waar het in mei 1943 vernietigd werd.

### 1942-1944 - Kreta en Dodekanesos
De divisie werd nu tot september 1944 gebruikt op Kreta en de Dodekanesos. Delen van de divisie veroverden de Egeïsche eilanden Kalymnos, Leros, Kos (allemaal in de Dodekanesos) en Samos in oktober 1943 in de zogenaamde Dodekanesos-campagne, vechtend tegen Italiaanse en Britse troepen.

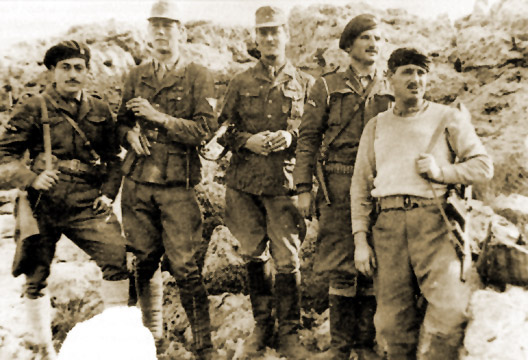
De ontvoerders van Generaal-majoor Heinrich Kreipe

Op 26 april 1944 werd generaal-majoor Heinrich Kreipe, de divisiecommandant, ontvoerd door een speciaal commando van de Britse SOE en naar Groot-Brittannië gebracht. 
De divisie bleef op Kreta tot september 1944, toen het tijdens de Duitse terugtrekking uit Griekenland werd geëvacueerd. De divisie werd per schip, trein en vliegtuig vervoerd naar noordelijk van Thessaloniki.

### 1944–1945 - Deelname aan terugtochtgevechten in de Balkan en Oostenrijk
Van september 1944 tot maart 1945 nam de divisie deel aan de Duitse terugtrekkingsgevechten in de Balkan en Oostenrijk. Vanuit Noord-Griekenland trok de divisie verder naar het noorden en nam het deel aan de gevechten in Macedonië tegen Bulgaren en partizanen. Een belangrijke taak was de succesvolle ontzettingspoging richting het ingesloten 21e Bergkorps in december 1944. Na de verder terugtocht, stootte de divisie langs de Drina naar Zvornik. Hier werd de divisie omsingeld en kon met verliezen uitbreken.

### 22e Volksgrenadierdivisie
In maart 1945 werd de divisie omgedoopt tot de 22e Volksgrenadierdivisie. Op dat moment trok de divisie zich terug naar de Drau. Het grootste deel van de divisie kwam pas na de wapenstilstand rond Celje in Joegoslavische gevangenschap op 11 mei 1945. De ondersteunende delen van de divisie gaven zich bij Klagenfurt over aan de Britten.
 

## Bovenliggende bevelslagen
| Legerkorps                    | Leger              | Legergroep                              | Plaats/regio               | Begin             | Eind              |
| ----------------------------- | ------------------ | --------------------------------------- | -------------------------- | ----------------- | ----------------- |
| direct onder bevel            | 5. Armee           | Heeresgruppe C                          | Westwall                   | september 1939    | 30 september 1939 |
| 9e Legerkorps                 | 1. Armee           | Heeresgruppe C                          | Saarpfalz                  | 30 september 1939 |                   |
| direct onder bevel            | direct onder bevel | OKH                                     | Duitsland                  | december 1939     | voorjaar 1940     |
| Luftlandekorps                | 18. Armee          | Heeresgruppe B                          | West-Nederland             | mei 1940          | mei 1940          |
| direct onder bevel            | direct onder bevel | OKH                                     | Nederland, Noord-Frankrijk | juni 1940         | juni 1940         |
| 4e Legerkorps                 | 9. Armee           | Heeresgruppe A                          | Nederland                  | juli 1940         |                   |
| 4e Legerkorps                 | 16. Armee          | Heeresgruppe A                          | Nederland                  | augustus 1940     |                   |
| direct onder bevel            | direct onder bevel | Heeresgruppe A                          | Nederland                  | september 1940    |                   |
| 5e Legerkorps                 | 16. Armee          | Heeresgruppe A                          | Nederland                  | november 1940     | 15 december 1940  |
| 11e Fliegerkorps              | direct onder bevel | Heeresgruppe A                          | Stendal-Maagdenburg        | 15 december 1940  | april 1941        |
| direct onder bevel            | direct onder bevel | Okdo. d. dt. Heeres-Mission i. Rumänien | Roemenië                   | 10 juni 1941      | 22 juni 1941      |
| 11e Legerkorps                | 11. Armee          | Heeresgruppe Süd                        | Roemenië, Oekraïne         | 22 juni 1941      | 17 augustus 1941  |
| direct onder bevel            | 11. Armee          | Heeresgruppe Süd                        | Zuid-Oekraïne              | 17 augustus 1941  | 18 augustus 1941  |
| 30e Legerkorps                | 11. Armee          | Heeresgruppe Süd                        | Berislav                   | 18 augustus 1941  | 13 september 1941 |
| direct onder bevel            | 11. Armee          | Heeresgruppe Süd                        | Perekop                    | 13 september 1941 | 4 oktober 1941    |
| 54e Legerkorps                | 11. Armee          | Heeresgruppe Süd                        | Krim                       | 4 oktober 1941    | 21 oktober 1941   |
| 30e Legerkorps                | 11. Armee          | Heeresgruppe Süd                        | Krim                       | 21 oktober 1941   | 10 november 1941  |
| 54e Legerkorps                | 11. Armee          | Heeresgruppe Süd                        | Sebastopol                 | 10 november 1941  | 1 augustus 1942   |
| direct onder bevel            | 12. Armee          | --                                      | Griekenland                | 1 augustus 1942   | november 1942     |
| Kreta                         | 12. Armee          | --                                      | Kreta                      | november 1942     | maart 1943        |
| Kreta                         | direct onder bevel | Heeresgruppe E                          | Kreta                      | maart 1943        | september 1943    |
| Kreta                         | Heeresgruppe E     | Heeresgruppe F                          | Kreta, Dodekanesos         | september 1943    | september 1944    |
| Macedonië                     | Heeresgruppe E     | Heeresgruppe F                          | Griekenland, Macedonië     | oktober 1944      | november 1944     |
| 22e Bergkorps                 | Heeresgruppe E     | Heeresgruppe F                          | Servië                     | november 1944     | december 1944     |
| 91e Legerkorps z.b.V.         | Heeresgruppe E     | Heeresgruppe F                          | Servië, Kroatië            | december 1944     | februari 1945     |
| 21e Bergkorps                 | Heeresgruppe E     | Heeresgruppe F                          | Kroatië                    | februari 1945     | maart 1945        |
| 34e Legerkorps z.b.V.         | direct onder bevel | Heeresgruppe E                          | Stiermarken                | april 1945        |                   |
| XV SS Kozakken Cavaleriekorps | direct onder bevel | Heeresgruppe E                          | Stiermarken                | mei 1945          | 11 mei 1945       |

## Commandanten
| Rang                                                 | Naam                     | Begin             | Eind              |
| ---------------------------------------------------- | ------------------------ | ----------------- | ----------------- |
| Generalleutnant                                      | Adolf Strauß             | 15 oktober 1935   | 10 november 1938  |
| Generalmajor Generalleutnant (vanaf 1 februari 1940) | Hans von Sponeck         | 10 november 1938  | 10 oktober 1941   |
| Generalmajor                                         | Ludwig Wolff             | 10 oktober 1941   | 1 augustus 1942   |
| Generalmajor                                         | Friedrich-Wilhelm Müller | 1 augustus 1942   | 28 september 1942 |
| Oberst                                               | Hans Baethmann           | 28 september 1942 | 5 oktober 1942    |
| Generalleutnant                                      | Friedrich-Wilhelm Müller | 5 oktober 1942    | 20 oktober 1943   |
| Oberst                                               | Hans Baethmann           | 20 oktober 1943   | 1 februari 1944   |
| Generalleutnant                                      | Friedrich-Wilhelm Müller | 1 februari 1944   | 15 februari 1944  |
| Generalmajor                                         | Heinrich Kreipe          | 15 februari 1944  | 26 april 1944     |
| Generalleutnant                                      | Helmut Friebe            | 1 mei 1944        | 15 april 1945     |
| Generalmajor                                         | Gerhard Kühne            | 15 april 1945     | 11 mei 1945       |

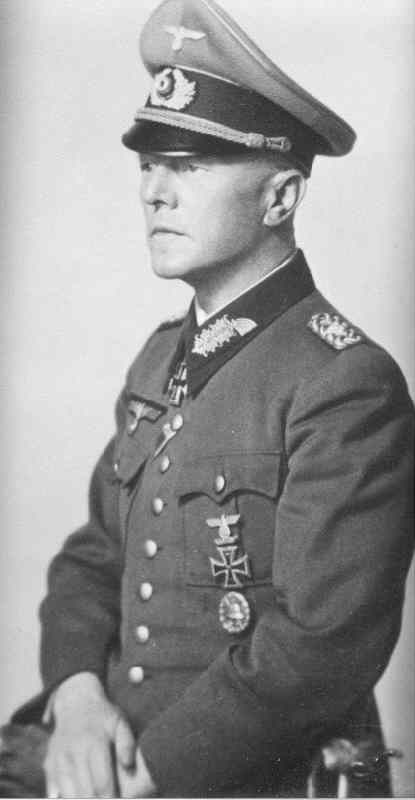
General Hans von Sponeck

Oberst Hans Baethmann (commandantvan IR/GR 65) was tijdelijk een aantal keren commandant, in Duits: m.st.F.b.  – mit der stellvertretende Führung beauftragt

### Slagorde
Veranderingen in de slagorde van de 22e Infanteriedivisie van 1939 tot 1945
| 1939                                    | 1942                     | 1943–1945                        |
| --------------------------------------- | ------------------------ | -------------------------------- |
| Infanterie-Regiment 16                  | Grenadier-Regiment 16    | Grenadier-Regiment 16            |
| Infanterie-Regiment 47                  | Grenadier-Regiment 47    | Grenadier-Regiment 47            |
| Infanterie-Regiment 65                  | Grenadier-Regiment 65    | Grenadier-Regiment 65            |
| Artillerie-Regiment 22                  |                          |                                  |
| Pionier-Bataillon 22                    |                          |                                  |
| Panzerabwehr-Abteilung 22               | Panzerjäger-Abteilung 22 | Panzerjäger-Abteilung 22         |
| Nachrichten-Abteilung 22                |                          |                                  |
| Aufklärungs-Abteilung 22                | Aufklärungs-Abteilung 22 | Panzer-Aufklärungs-Abteilung 122 |
| Beobachtungs-Abteilung 22               |                          |                                  |
|                                         | Fla-Bataillon (mot) 22   |                                  |
| Feldersatz-Bataillon 22                 |                          |                                  |
| Infanterie-Divisions-Nachschubführer 22 |                          |                                  |